# Les temps maudits
Les Temps maudits (dt. unter dem Titelanfang Die Tage des Fluches) ist eine 1917 von dem französischen militant-pazifistischen sozialrevolutionären und proletarischen Schriftsteller Marcel Martinet (1887–1944) in der Schweiz veröffentlichte Sammlung von Antikriegsgedichten der Jahre 1914–1916.

## Kurzeinführung
Die in Genf von Henri Guilbeaux herausgegebene Zeitschrift Demain, in deren Verlag das Buch erschien, war das Organ der sozialistischen Kriegsgegner, die sich im September 1915 in der Zimmerwalder Konferenz erstmals zusammengetan hatten. Martinet, der vom Militärdienst befreit und aus gesundheitlichen Gründen zurückgestellt wurde, blieb in Paris. Ab Juli 1915 lebte er mit seiner Familie in Sceaux, wo er sechs Jahre lang blieb.
Die Veröffentlichung der Gedichte des mit Romain Rolland und Henri Barbusse befreundeten Autors wurde im damaligen Frankreich von der Zensur verboten, wie auch gleich im vorangestellten Avertissement berichtet wird.
Im Januar 1917 wurde er von den Behörden nach einer « pétition sur les buts de guerre en France » (Petition über die Kriegsziele in Frankreich), die er mitverbreitet hatte, bestraft. 
In seinem Tagebuch schrieb Romain Rolland am 9. Mai 1917:

„Je reçois le premier exemplaire de l'admirable livre de Marcel Martinet, Les Temps maudits. Je ne puis le relire sans émotion. Je le regarde comme l'œuvre la plus poignante de la guerre — plus que Le Feu des Barbusse, et surtout bien supérieure au Feu, par la qualité d'art et d'âme. // dt. Ich erhalte das erste Exemplar des bewundernswerten Buches von Marcel Martinet, Les Temps maudits. Ich kann es nicht ohne Rührung wieder lesen. Ich betrachte es als das ergreifendste Werk des Krieges - mehr als Le Feu von Barbusse, und vor allem viel besser als Le Feu, durch die Qualität der Kunst und der Seele.“

Les Temps maudits wurde in Frankreich von der Zensur verboten, und daher in der Schweiz (1917) veröffentlicht, bevor es in Frankreich (1920) herausgegeben und in mehrere Sprachen übersetzt wurde. Eine deutsche Übersetzung erschien im Rascher Verlag in Zürich (1919).
Marcel Martinet begrüßte die Russische Revolution sofort. Er war im Komitee der Dritten Internationale aktiv und gehörte zu dem kleinen Team, das La Vie Ouvrière ab dem 30. April 1919 wieder erscheinen ließ, das Erscheinen dieser Zeitschrift der revolutionären Syndikalisten war bei Ausbruch des Ersten Weltkriegs (1914–1918) eingestellt worden. Später wurde Martinet zu einem unerbittlichen Kritiker von Stalins Einfluss auf die revolutionäre Bewegung.